# Agnès Maltais
Pour les articles homonymes, voir Maltais (homonymie).
Agnès Maltais, née le 7 novembre 1956 à Sault-au-Mouton, est une actrice, directrice artistique et femme politique québécoise. 
Elle est la députée péquiste de Taschereau à l'Assemblée nationale du Québec de l'élection de 1998 jusqu'en 2018. Du 17 avril 2014 jusqu'au 23 août 2018, elle est la leader parlementaire de l'opposition officielle. Elle est ministre dans les gouvernements Bouchard, Landry et Marois.

## Biographie
Née à Sault-au-Mouton en 1956, Agnès Maltais est la fille de Lauréat Maltais, député à la Chambre des communes du Parti Crédit social du Canada de 1962 à 1963, et de Béatrice Maltais, première femme préfet de municipalité régionale de comté au Québec,. 
Elle obtient un diplôme d'études collégiales au Cégep de Sainte-Foy. Sa carrière la mène dans le monde du théâtre, où elle joue, administre une troupe et dirige des théâtres. Elle fait la direction artistique de la Fête nationale.
Son militantisme commence dès le cégep et se développe dans les mouvements populaires locaux.
Elle est porte-parole du OUI lors du référendum de 1995 à Québec.
Lors de l'élection générale du 30 novembre 1998, elle est élue députée de la circonscription de Taschereau, avec 47 % des votes. Elle occupe le poste de ministre de la Culture dans le gouvernement Bouchard, du 15 décembre 1998 au 8 mars 2001. Dans le gouvernement Landry, elle est ministre déléguée à la Santé, aux Services sociaux et à la Protection de la Jeunesse, du 8 mars 2001 au 30 janvier 2002, puis ministre déléguée à l'Emploi, du 30 janvier 2002 au 29 avril 2003. En 2001, alors qu'elle est ministre déléguée à la Santé, Agnès Maltais annonce que le gouvernement du Québec injectera 3 millions de dollars par année dans le système public de santé afin de permettre l'accès gratuit à l'avortement.
Elle est réélue lors de l'élection générale du 14 avril 2003. Elle devient membre des groupes parlementaires Québec-France et Québec-États-Unis. Du 29 avril 2003 au 21 février 2007, elle est présidente du caucus des députés de l'opposition péquiste à l'Assemblée nationale.  Elle s'est cependant retirée de cette fonction afin de pouvoir appuyer ouvertement Pauline Marois dans la course à la direction du PQ pour la succession du chef André Boisclair.
Elle est active dans le mouvement pour la reconnaissance des gais et lesbiennes, ayant publiquement révélé son homosexualité en 2003,.
Elle est récipiendaire, en 2005, de la Médaille de l'Assemblée nationale.
Elle est réélue députée lors des élections générales de 2007 et de 2008.
En 2011, elle parraine le projet de loi no 204 visant à immuniser le projet de construction de l'amphithéâtre de Québec d'éventuelles poursuites judiciaires. Le projet de loi est l'objet d'intenses débats au sein de son parti et quatre députés décident de quitter le caucus du Parti québécois en raison, notamment du projet de loi.
À l'élection générale québécoise de 2012, elle est réélue députée, avec 37 % des votes. Le 19 septembre 2012, elle est nommée ministre du Travail et ministre de l'Emploi et de la Solidarité sociale au sein du gouvernement de Pauline Marois, ainsi que ministre responsable de la Condition féminine et ministre responsable de la région de la Capitale-Nationale et de la région de la Chaudière-Appalaches.
Elle est réélue députée à l'élection générale du 7 avril 2014. Le 17 avril 2014, elle devient la leader parlementaire de l'opposition officielle.

## Vie après la politique
Depuis 2023, Agnès Maltais est administratrice au sein du conseil d'administration du Cercle des ex-parlementaires de l'Assemblée nationale du Québec. 